# Sarécycline
La sarécycline est un antibiotique, de type tétracycline, utilisé pour traiter l'acné.

## Usage médical
Il est utilisé pour traiter l’acné modérée à sévère de type non nodulaire. Le médicament se prend par voie orale.

## Effets secondaires
Les effets secondaires de ce médicament incluent les nausées ; d'autres effets secondaires peuvent inclure des coups de soleil, des étourdissements et des infections à Clostridium difficile. L'utilisation de ce médicament pendant la grossesse peut nuire au fœtus.

## Histoire
Le médicament a été approuvé pour un usage médical aux États-Unis en 2018. Aux États-Unis, cela coûte environ 750 dollars américains par mois à partir de 2021. Il n'est pas disponible en Europe ni au Royaume-Uni à partir de 2021.